# Pegasus (konsola)
Pegasus – 8-bitowa konsola gier wideo, będąca klonem japońskiej konsoli Famicom, wyprodukowana w 1991 roku przez nieznane przedsiębiorstwo z Tajwanu na zlecenie firmy Bobmark International. W ciągu kolejnych lat sprzęt zyskał w Polsce status kultowego, stając się synonimem wszystkich podróbek 8-bitowego Nintendo.

## Historia

### Początki

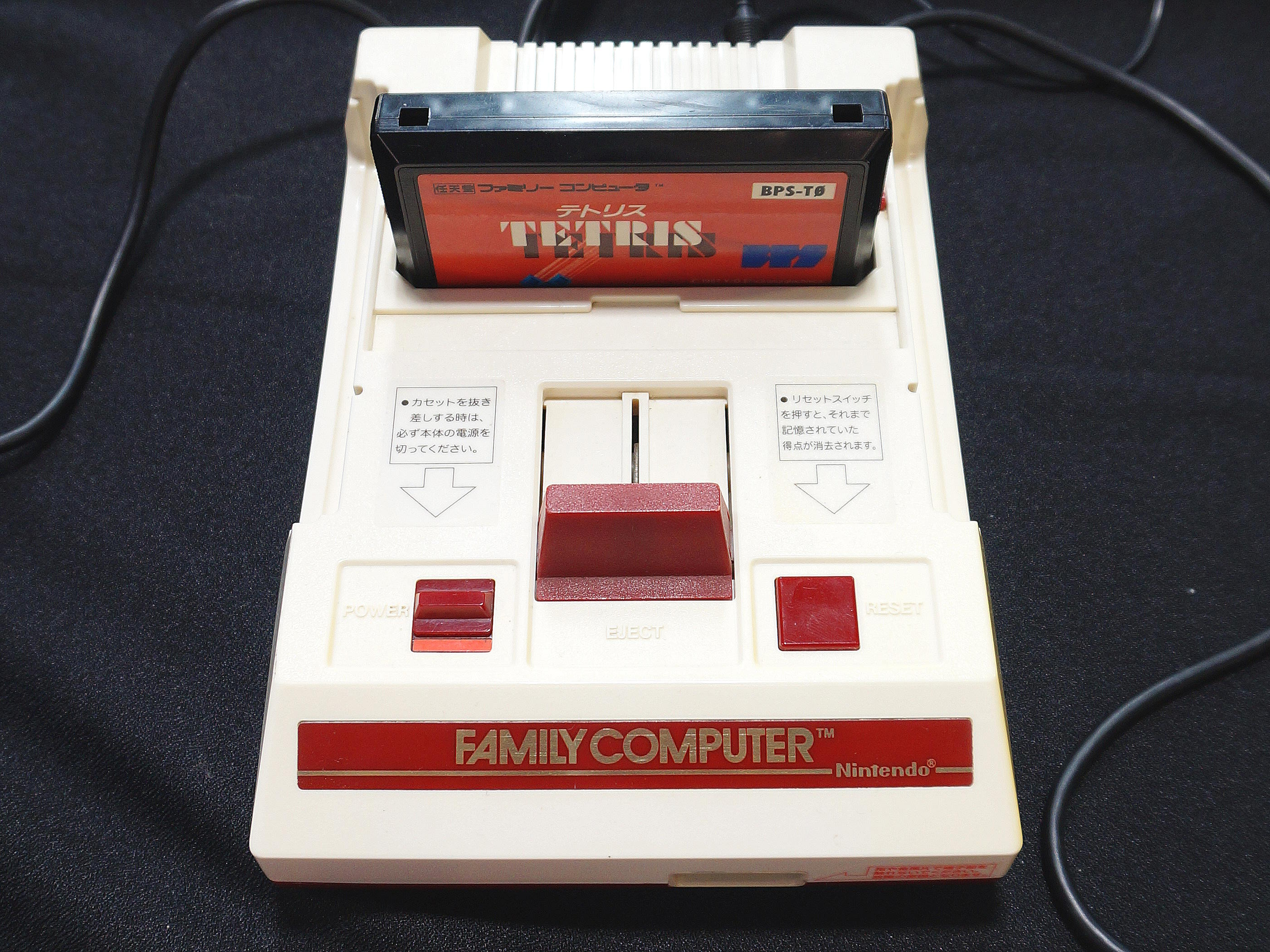
Pierwowzór Pegasusa, japoński Nintendo „Famicom” z kartridżem

Do początku lat 90. XX wieku na teren Polski docierało niewiele gier komputerowych przeznaczonych na konsole. W okresie komunizmu dystrybuowano rodzimą konsolę Ameprod TVG-10 oraz radzieckie odpowiedniki Ponga. Automaty do gier były dostępne od lat 70. w pojedynczych placówkach Zjednoczonych  Przedsiębiorstw Rozrywkowych, a od końca lat 80. w prywatnych barakowozach. Gry były kojarzone z komputerami typu Sinclair, Commodore i Atari. Z tych względów jedną z nielicznych dostępnych legalnie konsol było Atari XE Game System, kompatybilne z 8-bitowymi komputerami tego samego producenta, lecz według części prasy sprzęt nie zyskał rozgłosu z powodu zbyt dużej ceny i mało atrakcyjnego zestawu. Innym sposobem na kontakt z konsolami były prezenty od krewnych z zagranicy, jednak wiązało się to z brakiem możliwości zakupu kolejnych gier.
W wyniku transformacji ustrojowej możliwe stało się zakładanie własnych przedsiębiorstw. Dwaj biznesmeni, Dariusz Wojdyga i Marek Jutkiewicz, wykorzystali niszę na rynku i postanowili sprowadzić klon japońskiego Famicoma z Tajwanu (Marek Jutkiewicz zetknął się z produktem podczas jednej z podróży służbowych do tego kraju). W czerwcu 1991 roku wraz z Jerzym Sulichem i Jackiem Boberem założyli przedsiębiorstwo Bobmark International, które zajęło się importem sprzętu. W celu uniknięcia płacenia podatków wspólnikiem został Duńczyk Peter Horlyck. Firma ta dysponowała kapitałem w wysokości 2,3 mld zł (po denominacji 230 tysięcy zł).
Początkowo konsola była reklamowana jako Nintendo Compatible Family Video Game, a dopiero później pod nazwą Pegasus (której pomysłodawcą był Dariusz Wojdyga), wraz z zarejestrowanym w polskim urzędzie patentowym znakiem towarowym oraz jako pierwsza konsola w Polsce z zasilaczem mającym atest Centralnego Biura Jakości Wyrobów. Pierwszym modelem był Pegasus MT-777DX, sprzedawany wraz z dwoma kontrolerami oraz kartridżem 168 in 1, który w rzeczywistości miał jedynie 34 unikalne gry, takie jak Super Mario Bros., Contra, Donkey Kong, Bomberman, Arkanoid, Popeye, Pac-Man. Dodatkowo do nabycia oferowano specjalny dżojstik Cobra I oraz pistolet świetlny Casel. Liczba dostępnych gier do końca 1992 roku wyniosła około 100 tytułów. Oprócz możliwości zakupu w siedzibie w Warszawie oraz wysyłkowo sprzęt można było dostać głównie w hurtowniach oraz w sklepach z artykułami RTV/AGD i zabawkami.

### Wzrost popularności
Gwałtowny wzrost popularności Pegasusa nastąpił na przełomie lat 1992 i 1993. Jedną z przyczyn tego zjawiska był substytucyjny charakter tanich gier telewizyjnych wobec komputerów. Innym ważnym powodem była masowa promocja i dostępność w porównaniu z innymi konsolami, które w momencie dystrybucji Pegasusa zaczęły powoli napływać do kraju, gdyż tak jak Bobmark, inni producenci także zauważyli istniejącą niszę. Pod koniec 1991 roku dwóch największych potentatów komputerowych rozpoczęło dystrybucję konsol na polskim rynku: Atari (promujące Atari 2600, 7800 i Lynx) oraz Commodore (wraz ze swoją Amigą CDTV). Na początku 1992 roku do Polski wszedł jeden z dwóch największych producentów konsol do gier, czyli Sega, która przez swoje przedstawicielstwo Nissho Iwai Corporation zajęła się sprzedażą Sega Master System i Sega Mega Drive. Popularnością cieszyły się natomiast sprzęty, które podobnie jak Pegasus były podróbkami innych, czyli Rambo 2600 (klon Atari 2600), Seria IM (klony Game & Watch) oraz gry elektroniczne (klony przenośnych gier LCD), jednak ich możliwości graficzne były już zbyt przestarzałe. Pojawienie się w Polsce konsoli Pegasus miało również związek z globalnym zjawiskiem produkcji i dystrybucji klonów Famicoma na szeroką skalę w Azji, Afryce, Ameryce Południowej i krajach byłego bloku wschodniego.
Konsola była reklamowana w telewizji i czasopismach pod hasłami „rodzinna gra komputerowa”, „system kompatybilny ze standardem Nintendo”, „jakością nie ustępuje wyrobom firm Nintendo i Sega”. Uzyskała przychylną recenzję na łamach „Bajtka”, a czasopisma jak „Top Secret” czy „Videoman” zaczęły recenzować gry „w standardzie Nintendo” dostarczane przez Bobmark jako egzemplarze pokazowe.
Ze względu na zwiększony popyt, już w 1993 roku, Bobmark udostępnił nowy sprzęt: Super Pegasusa (miał obudowę Super Nintendo, lecz można było na nim grać tylko w gry dla Pegasusa/Famicoma) oraz Pegasusa Game Boya (klon Game Boya różniący się od oryginału brakiem Game Linku i diody sygnalizującej wyczerpanie baterii). Liczba gier oferowanych przez Bobmark również stale rosła – od 200 tytułów dostępnych wiosną do 300 tytułów dostępnych latem. Prócz zakupu po atrakcyjnych cenach istniała możliwość wypożyczenia tytułów za niewielką opłatą. Na bazarach i giełdach zaczęły pojawiać się podróbki Pegasusa oraz gier na niego, ale Bobmark pomimo to jeszcze utrzymywał sprzedaż na poziomie 4 tysięcy konsol oraz 5 tysięcy gier miesięcznie. W 1992 roku spółka przyniosła zysk w wysokości 30 mld zł (po denominacji 3 mln złotych), natomiast w 1993, najlepszym roku dla przedsiębiorstwa w całej historii swojego istnienia, 62 mld zł (po denominacji 6,2 mln złotych).

### Problemy

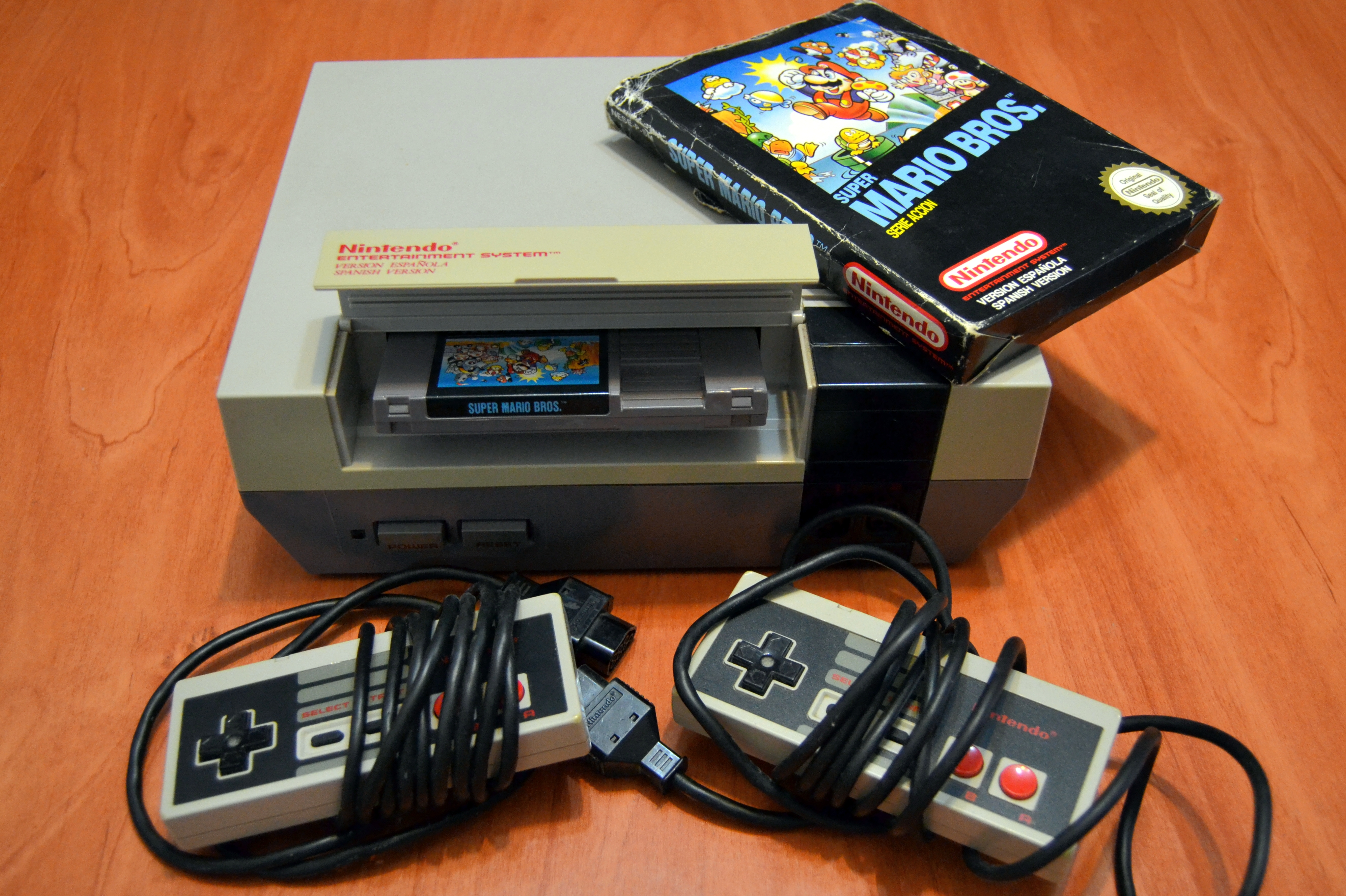
Nintendo NES, wprowadzony na polski rynek w 1994 roku, różni się od Pegasusa oraz Famicoma m.in. wyglądem oraz kształtem kartridży

W maju 1994 roku, po nowelizacji starej ustawy o prawach autorskich z 1952 roku, przedsiębiorstwo Bobmark nabyło prawa do gier Codemasters (np. The Ultimate Stuntman, The Fantastic Adventures of Dizzy czy Big Nose the Caveman), Sachen (np. Little Red Hood, Master Chu and the Drunkard Hu czy Colorful Dragon) i Western Technologies (np. Videomation). Tym samym usunięto z oferty pirackie kartridże bez licencji, co doprowadziło do przejściowego spadku liczby dostępnych gier z 400 tytułów do 40, lecz rozpoczęto na nowo poszerzanie oferty. Dotychczas sprzedawane modele zastąpiono nowym o nazwie Pegasus IQ-502, zaprojektowanym tak, aby z wyglądu nie przypominał żadnej istniejącej już na rynku konsoli. Nową wersję oferowano wraz z dwoma kontrolerami, a za dodatkową opłatą dodawano Złotą Piątkę lub wydaną rok później Złotą Czwórkę, obie będące kompilacjami gier stworzonych przez Codemasters. Składanki stały się niezwykle popularne wśród graczy, co przedłużyło żywotność konsoli.
W październiku 1994 roku sytuację pogorszyło wejście na polski rynek Nintendo, które po dwóch latach analiz marketingowych rozpoczęło współpracę z austriackim przedsiębiorstwem Stadlbauer Marketing oraz założoną przez Dariusza Dąbskiego (późniejszego prezesa TV Puls) spółką Entertainment Systems Poland. Przedsiębiorstwo udostępniło na polskim rynku takie produkty jak Super Nintendo, Game Boy czy Nintendo Entertainment System. Nintendo wiedziało o istnieniu w Polsce konsoli Pegasus i innych klonów już od 1992 roku, jednak nie zdecydowało się wtedy na konkurencję z Bobmarkiem z powodu braku ustawy o prawach autorskich, co było przyczyną wysokiego piractwa, ocenianego przez korporację na ok. 90 procent rynku. Lege Artis Service, przedstawiciel prawny Nintendo podjął próbę zakończenia nielegalnej sprzedaży konsol i gier na giełdach oraz produkcji kartridży w Polsce, poprzez interwencje policyjne przeprowadzane głównie na terenie największych miast w kraju. Działania te były związane z międzynarodową akcją ścigania piratów przez japońską korporację w Europie, Azji, Afryce i Ameryce Południowej. Według dystrybutora podróbki sprzętu Nintendo wyeliminowano wówczas z polskiego rynku, co było jednak niezgodne ze stanem faktycznym. Pomimo walki ze sprzedażą nielegalnych urządzeń, japońskiemu producentowi nigdy nie udało się pozwać dystrybutora oryginalnych konsol Pegasus. Jedną z przeszkód w skutecznej walce z piractwem była opinia części sędziów na temat rzekomo znikomej szkodliwości społecznej tego czynu oraz samo prawo, które do stycznia 1998 roku nie traktowało kradzieży własności intelektualnej jako przestępstwa równego z kradzieżą innych form własności. Podjęto również walkę cenową z klonami, obiecując pod koniec 1995 roku dużą obniżkę konsoli NES, co miało spowodować całkowite wyparcie podrobionych urządzeń z rynku, ale wraz z wycofaniem sprzętu w innych regionach Europy oraz zbliżającą się premierą Nintendo 64, regionalny dystrybutor odpuścił dalszą walkę z piractwem.
Aby konkurować z Nintendo, jeden z założycieli Bobmarku, Marek Jutkiewicz utworzył w lipcu 1994 roku spółkę AGES (od tyłu SEGA) i rozpoczął legalną sprzedaż konsol od Segi m.in. Mega Drive, Game Gear, Master System II, Mega-CD II oraz 32X. Konsole tego producenta były już dostępne w latach 1992-1993 i były dostarczane za pośrednictwem domu handlowego Nissho Iwai do sklepów audio-video, jednak ze względu na wiele czynników m.in masowe piractwo Pegasusa, niewielkie możliwości sprzedaży i promocji czy niekorzystne zmiany w opłatach celnych sprzętów audio, dostawca był zmuszony szukać nowych partnerów, poczynając od 1994 roku. Pomimo że wyroby Nintendo były silniej reklamowane w czasopismach o grach, na targach elektronicznych i domach handlowych, marka Sega osiągnęła lepsze wyniki sprzedażowe z powodu niższych cen, większej dostępności oraz występowania podrobionych gier i konsol w atrakcyjniejszych cenach. Na rynku konsol przenośnych dominował Game Boy (prawie 100 000 użytkowników do końca 1997 roku), natomiast w segmencie sprzętów stacjonarnych – Sega Mega Drive (40 000 - 80 000 użytkowników do końca 1997 roku). Popularność dwóch wymienionych systemów wśród użytkowników była także zasługą importu z zagranicy. Wolumen udostępnionych na rynku konsol przez obydwa przedsiębiorstwa nie mógł się jednak równać z liczbą 8-bitowych podróbek Famicoma, sprzedawanych w dokładnie tym samym czasie przez inne przedsiębiorstwa. Podobnie jak Pegasus, systemy Segi oraz Nintendo można było kupić na raty a konsole i gry wypożyczać. Oprócz klonów sprzętu trzeciej generacji konkurentami oryginalnych konsol były także komputery, zwłaszcza Amiga ze względu na zbliżoną cenę oraz możliwości graficzne.

### Upadek

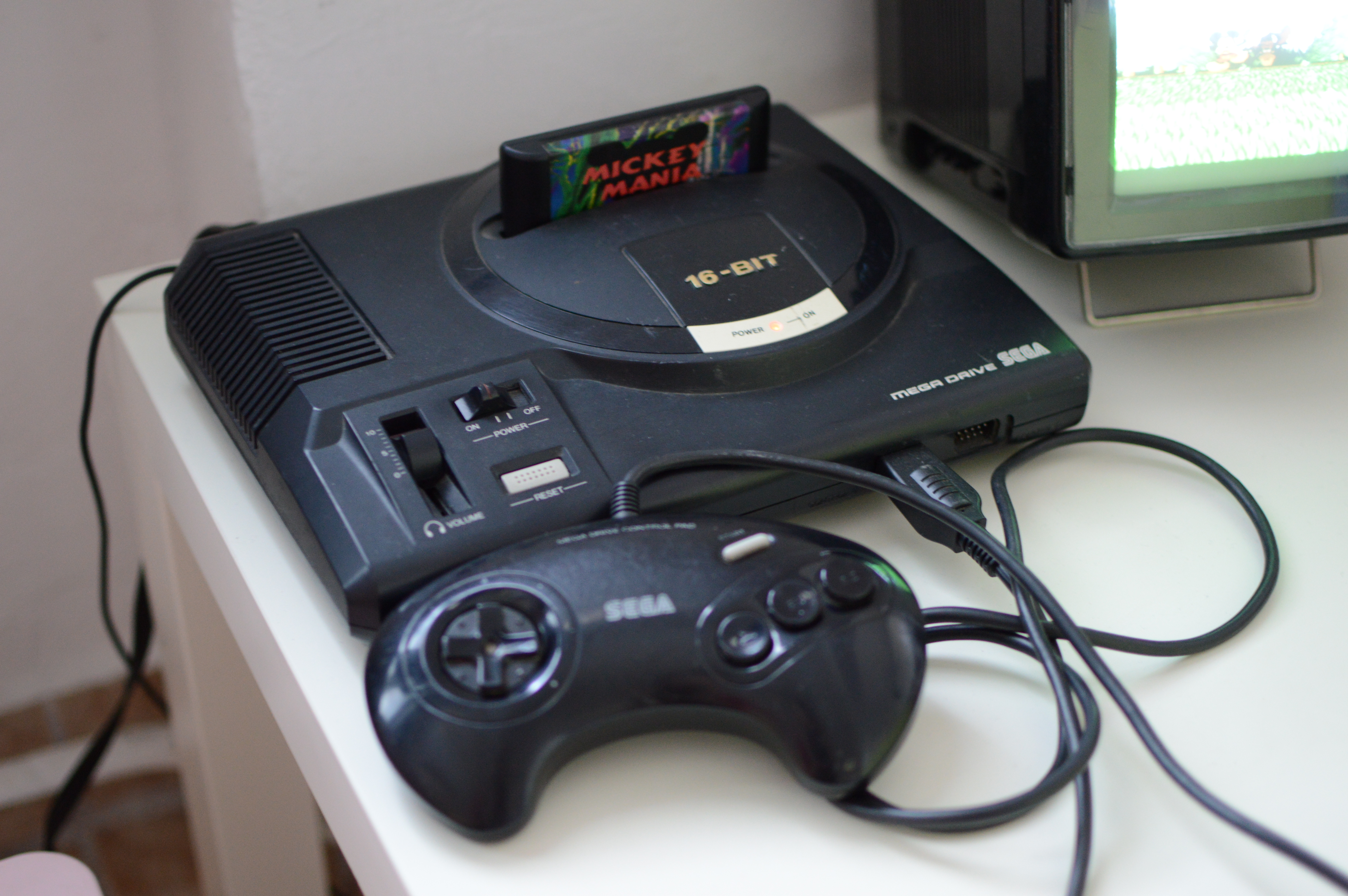
Pierwowzór Power Pegasusa, europejska Sega Mega Drive z kartridżem

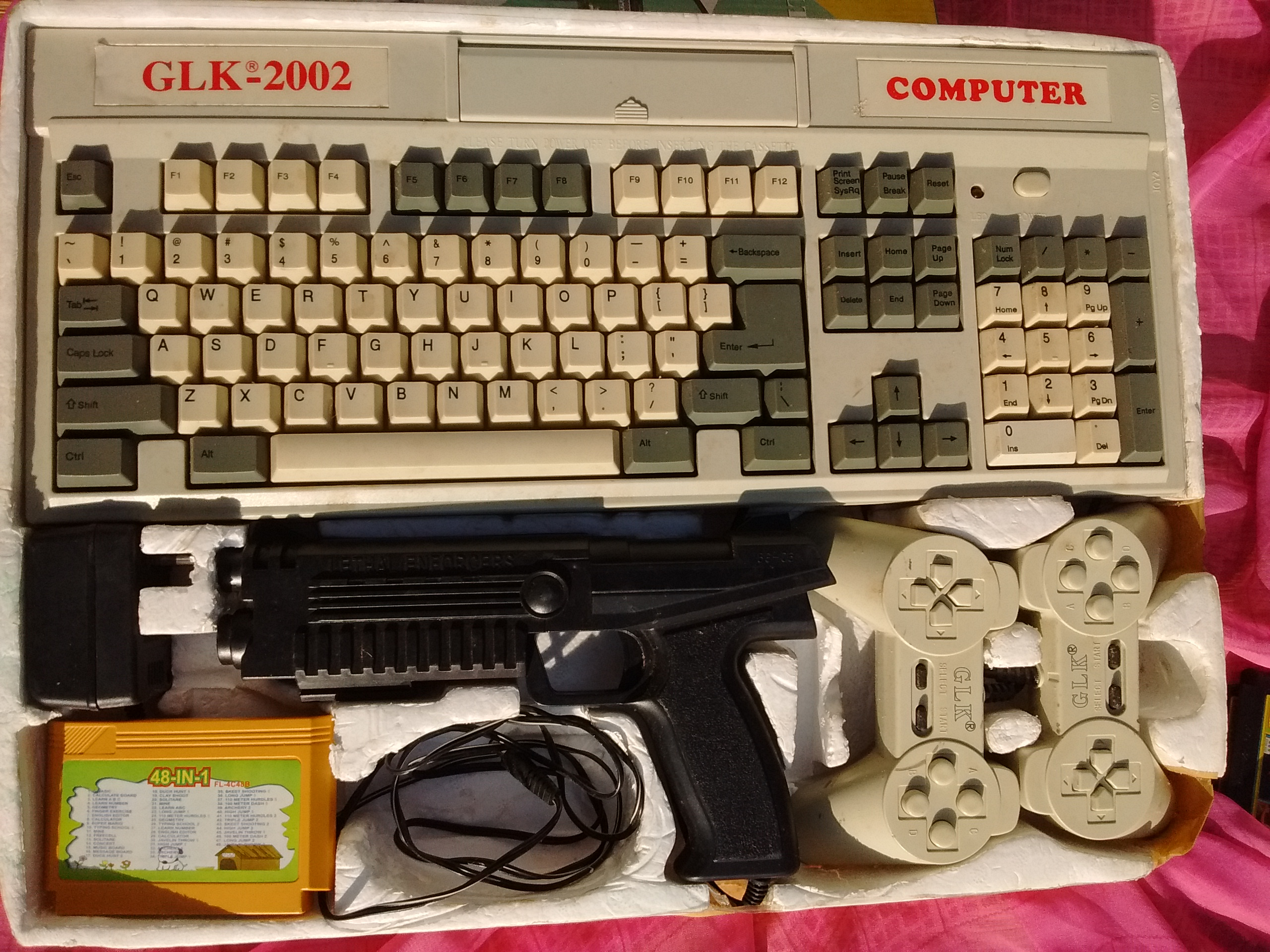
GLK-2002, jeden z późniejszych klonów Pegasusa, wydany w 2002 roku jako komputer edukacyjny

Od 1995 roku Pegasus tracił popularność z kilku powodów. Na rynku pojawiły się konsole nowszej generacji, nie tylko 16-bitowe, ale również pierwsze 32-bitowe, z których najbardziej wyróżniała się Amiga CD32, która z powodu upadku Commodore była sprzedawana taniej, w cenie komputera Amiga. Innymi zaawansowanymi sprzętami piątej generacji dostępnymi legalnie w Polsce były m.in. 3DO Interactive Multiplayer, Philips CD-i, Atari Jaguar czy SNK Neo Geo CD, jednak nadal dużą barierą pozostawała cena. Zainteresowanie tymi sprzętami miało związek z coraz większym znaczeniem komputerów IBM PC, które dysponując podobnymi możliwościami zaczęły przejmować rynek. Dla tych, którzy nie mieli pieniędzy na ten sprzęt, istniała alternatywa w postaci dużo tańszych podróbek Famicoma i pomimo nowego prawa z 1994 roku oraz konsekwencji wynikających z tego procederu, piractwo dalej opłacało się wielu małym sprzedawcom. Samo przedsiębiorstwo Bobmark zaczęło coraz bardziej wycofywać się z dystrybucji Pegasusa na rzecz legalnej Segi. Pomimo tego, według ankiety przeprowadzonej przez magazyn „Top Secret”, 15% czytelników zadeklarowało posiadanie jakiegokolwiek klona 8-bitowej konsoli Nintendo. Aby zachęcić posiadaczy tych konsol do przejścia na bardziej zaawansowany sprzęt oraz aby zwalczać tanie imitacje 16-bitowej Segi, przed świętami 1995 wprowadzono następcę o nazwie Power Pegasus, będącego klonem Sega Mega Drive, jednak niewielka kampania reklamowa i ograniczony nakład spowodowały brak oczekiwanego rezultatu. Ten rok był także ostatnim, w którym Bobmark przyniósł zysk dla jego założycieli.
Rok 1996 dla Pegasusa to zaniechanie jego promocji na rzecz Segi oraz zniknięcie recenzji na ten system w czasopismach. Miało to związek z utratą przez Nissho Iwai praw do dystrybucji w Europie Środkowo-Wschodniej, co zmusiło Sega Europe do współpracy z najbardziej doświadczonymi sprzedawcami. W Polsce, za takie przedsiębiorstwo uznano Bobmark, które tym samym awansowało z autoryzowanego dealera do wyłącznego dystrybutora i przedstawiciela tego japońskiego koncernu na cały kraj. Od 1 marca 1996 roku zajęto się promocją 32-bitowej Sega Saturn, której głównym konkurentem zostało Sony PlayStation, wydane 1 stycznia 1996 przez Lansera (od czerwca 1996 roku obsługiwane przez Sony Poland). Przez pierwszy rok, oba systemy cechowały się dużą akcją promocyjną oraz podobnymi cenami i liczbą sprzedanych egzemplarzy. Jednak wraz ze wzrostem piractwa na konsoli Sony, pojawieniem się w marcu 1997 roku nowego konkurenta w postaci Nintendo 64 oraz coraz większymi, globalnymi problemami Segi, polskie przedsiębiorstwo postanowiło jesienią 1997 roku wycofać się z dalszej promocji systemu.
W 1997 roku szefowie przedsiębiorstwa poinformowali, że sprzedano prawie 1 milion systemów marki Pegasus, jednak ta liczba nie obejmuje wielu podróbek sprzedawanych w równoległym czasie przez innych dostawców. Ostatnie oryginalne egzemplarze tego klona Famicoma dystrybuowano jeszcze w 1999 roku, choć rynek dla Pegasusa oraz jego klonów drastycznie się skurczył. Według analityków rynkowych rok 1998 miał być ostatnim, gdy 8-bitowe i 16-bitowe systemy stanowiły główny wybór wśród nabywców, ustępując tym samym nowym 32- i 64-bitowym konsolom. Pod koniec lat 90. oraz na początku lat 2000. kolejni sprzedawcy próbowali uatrakcyjnić nowe 8-bitowe klony, dodając im klawiaturę edukacyjną lub upodabniając je do konsol piątej i szóstej generacji, jednak nigdy nie osiągnęły już one takiej popularności jak wcześniej.
Lata 1996–1999 były czasem strat i ograniczeń działalności dla Bobmarku, dlatego jego dwaj założyciele wycofali się z branży dystrybucji gier i skupili się na inwestowaniu w założoną w 1992 roku spółkę Hoop Polska. W 2008 roku sprzedali wszystkie swoje udziały w tym przedsiębiorstwie. Marek Jutkiewicz wyjechał do Monako, stamtąd zajmując się różnymi przedsięwzięciami, jak na przykład inwestycja w kliniki medyczne oraz różne spółki z branży spożywczej jak m.in. Bewa. Drugi wspólnik, Dariusz Wojdyga emigrował do Stanów Zjednoczonych.

### Spuścizna
Sprzęt cieszył się popularnością w Polsce w podobnym stopniu jak konsola NES w USA czy Europie Zachodniej. Dla wielu osób w kraju system był pierwszym kontaktem z grami komputerowymi oraz konsolami. Kampania reklamowa towarzysząca jego wejściu na rynek pozwoliła na wprowadzenie w branży gier komputerowych nowych standardów promocji oraz dróg dotarcia do klienta. Oryginalne Pegasusy są cennymi obiektami kolekcjonerskimi, popularnymi wśród polskich retrograczy. W lutym 2023 roku redakcja PSX Extreme wydała specjalny numer czasopisma zatytułowany Pegasus Extreme, w całości poświęcony 8-bitowej konsoli.
Z drugiej strony wiele osób zarzucało konsoli oraz dystrybutorom promowanie piractwa. Nowe modele pirackich konsol z wbudowanymi grami są dostępne w sprzedaży w Polsce poprzez różne strony internetowe, co budzi wątpliwości wielu osób na temat legalności.

## Modele konsoli

### Pegasus MT-777DX

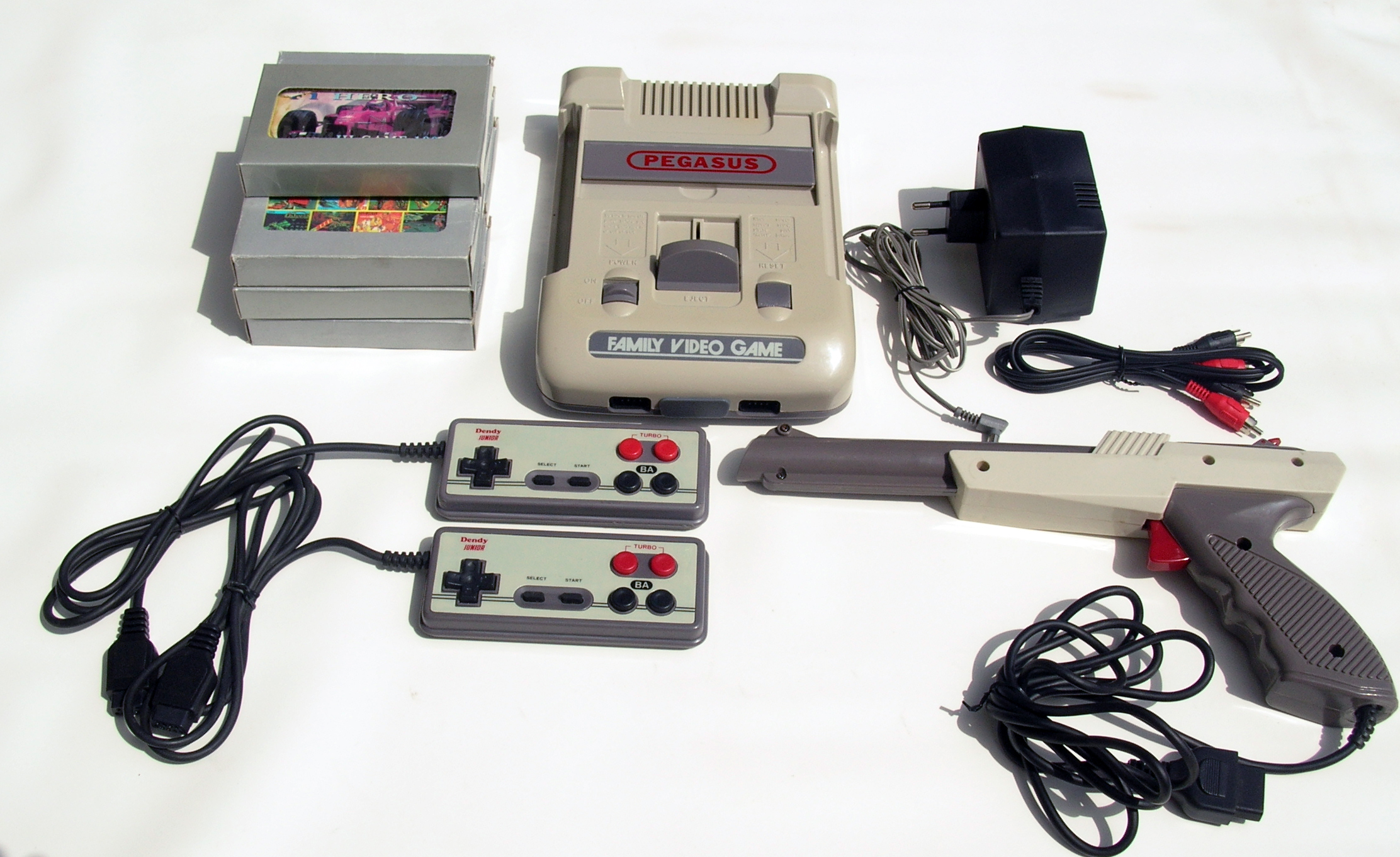
Pegasus „MT-777DX” wraz z 2 gamepadami, kartridżami i pistoletem świetlnym

Pierwszy model to lekko zmodyfikowana wersja Famicoma, najczęściej w szarej (rzadziej w czerwonej) obudowie. Prócz innego koloru, system w przeciwieństwie do japońskiego odpowiednika ma możliwość odłączenia padów od konsoli, brak mikrofonu na kontrolerach oraz dwa dodatkowe przyciski turbo. Istnieje także wcześniejsza wersja urządzenia pod nazwą Nintendo Compatible Family Video Game, różniąca się jedynie nazwą.

### Super Pegasus
Model z 1993 roku, występujący w kilku wariantach. Pierwszy z nich to kopia, której obudowa i pady są wzorowane na Super Nintendo. Pomimo tego faktu, sprzęt nie może obsługiwać 16-bitowych kartridży SNESa, jest natomiast kompatybilny z 8-bitowym Pegasusem. Konsola została wydana w wersjach MT-888DX i MT-999DX, a na pudełku widnieje logo producenta napojów Hoop.
Drugi model to szary MT-555DX z początku 1994 roku, będący dokładną repliką Famicoma. W zestawie dołączone są 2 anteny radiowe, pozwalające na bezprzewodowe połączenie z telewizorem. Wersja ta została szybko wycofana ze względu m.in. na awaryjność oraz niekompatybilność z niektórymi grami.

### Pegasus IQ-502

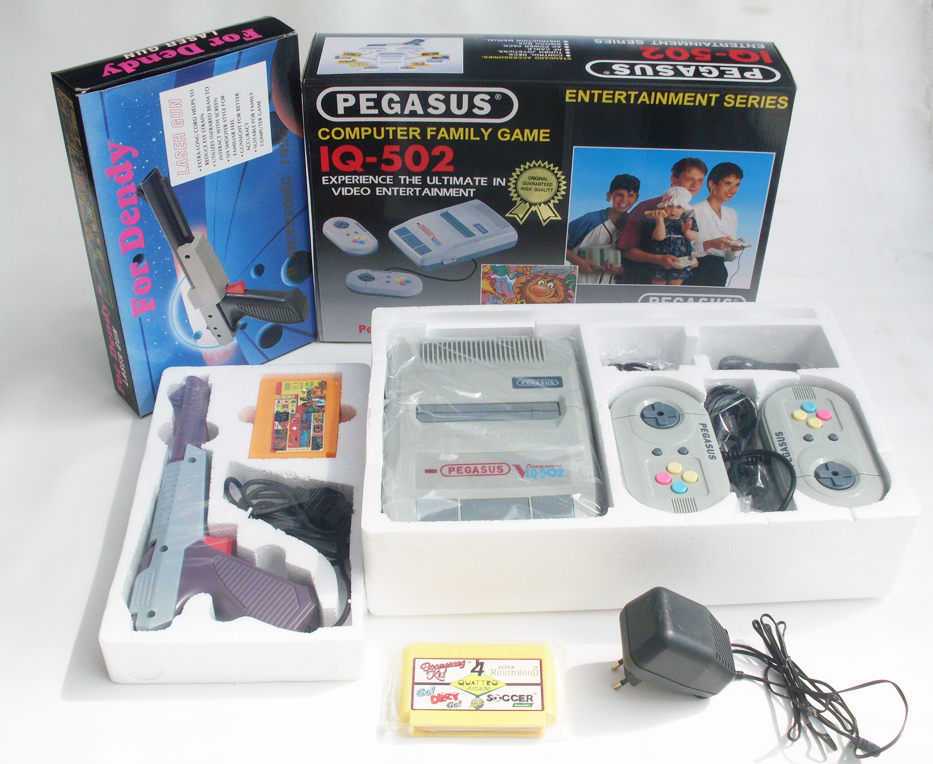
Pegasus „IQ-502” wraz z 2 gamepadami, kartridżem „Złota Czwórka” i pistoletem świetlnym

Model wydany w 1994 roku, wzorowany na Micro Genius IQ-502, klonie Famicoma pierwotnie stworzonym przez tajwańskie przedsiębiorstwo TXC, choć polska wersja nie była przez nich produkowana. W przeciwieństwie do poprzedników konstrukcja nie kopiuje obudowy z żadnej istniejącej na rynku konsoli. Urządzenie oraz dołączone do niego dwa pady mają opływowy kształt, a możliwość umiejscowienia kontrolerów na bokach sprzętu została usunięta. Wtyczka do padów została również ustandaryzowana oraz pojawiła się dioda sygnalizująca włączenie systemu. Konsola występuje w trzech wersjach, różniących się komponentami. Pierwsza z nich jest niewielką modyfikacją modelu MT-777DX, druga jest uproszczoną wersją poprzednika, natomiast trzecia, przypominająca współczesne klony Famicoma, ma przeniesiony układ UMC na płytę PCB oraz cieńszą obudowę.

### Pegasus Game Boy
Przenośny klon konsoli Game Boy.

### Power Pegasus
16-bitowy następca Pegasusa oraz klon Segi Mega Drive.

## Gry

Przykładowe kartridże kompatybilne z Pegasusem

Do maja 1994 roku przedsiębiorstwo Bobmark dostarczało kartridże od producenta konsoli. Biblioteka Pegasusa opierała się na tytułach wydanych w innych regionach świata. Wiele gier dostępnych w Polsce było nie tylko wydaniami międzynarodowymi, ale także ekskluzywnymi dla danych regionów, jak np. Sigma – Time Zone wydany tylko w Japonii czy Mad Max dostępny tylko w USA. Oferta składała się również z pirackich kompilacji, np. 2 in 1, hacków jak Super Bros 8, czy nielicencjonowanych gier, jak Street Fighter II. Jednak ze względu na ograniczenia techniczne tytuły wymagające zapisania gry, jak The Legend of Zelda, Metroid czy seria Final Fantasy, nie były kopiowane. Gry sprzedawano w ochronnym, szarym kartoniku wielkości kartridża i można było je wypożyczać. W szczytowym okresie dystrybutor Pegasusa oferował 400 kaset.
Po zmianie prawa nabyto licencje na gry od Codemasters, Sachen i Western Technologies. Gry te, choć nie były licencjonowane przez Nintendo, różniły się od pirackich wersji tym, że nie miały kradzionych zawartości z innych licencjonowanych tytułów, które mogłyby naruszyć prawa firm trzecich, a Bobmark zdobył zgodę na ich dystrybucję od prawnego właściciela – tajwańskiego przedsiębiorstwa BIC. Nowe przepisy również nie dopatrzyły się w tym żadnych nieścisłości i pozwolono na zarejestrowanie znaków towarowych, np. „Codemasters”, „Camerica” czy „Big Nose the Caveman” w polskim urzędzie patentowym. Wszystkie tytuły sprzedawano w dużych pudełkach, a niektóre – z polskimi instrukcjami. W szczytowym okresie oferowano ponad 40 tytułów.
Wraz ze wzrostem popularności urządzenia sprzedawcy zaczęli importować własne kasety z grami na urządzenia kompatybilne z Pegasusem. Zazwyczaj sprowadzano je z Azji lub krajów byłego ZSRR, jednak istniały również kopiarnie działające w Polsce, np. w Łodzi.
W polskiej prasie gry na konsolę stale recenzowano w dwóch czasopismach. Pierwszym z nich był „Top Secret”, gdzie w latach 1993–1996 ukazywały się opisy, a także lista najlepszych i najgorszych tytułów. Drugim było czasopismo o multimediach „Videoman”, recenzujące Pegasusa od 1993 do 1996 roku. Opisy z lat 1993-1994 zostały opublikowane w katalogu „Kolorowy spis gier typu Nintendo”. Pod koniec 1994 roku rozpoczęto tam recenzowanie tytułów również na oryginalnego NES-a dostarczone przez autoryzowanego dystrybutora ATM, jako przeciwwagę dla 8-bitowego klona. Poza tym nieliczne recenzje pojawiły się w czasopismach „Bajtek” i „Świat Gier Komputerowych”. Reszta prasy, czyli „Gry Komputerowe”, „Gambler” oraz „Secret Service”, była nieprzychylnie nastawiona do samego systemu, nazywając go zbyt prymitywnym i zachęcała czytelników do skupienia się na legalnie dostępnych i bardziej zaawansowanych systemach 16- i 32-bitowych.

## Akcesoria

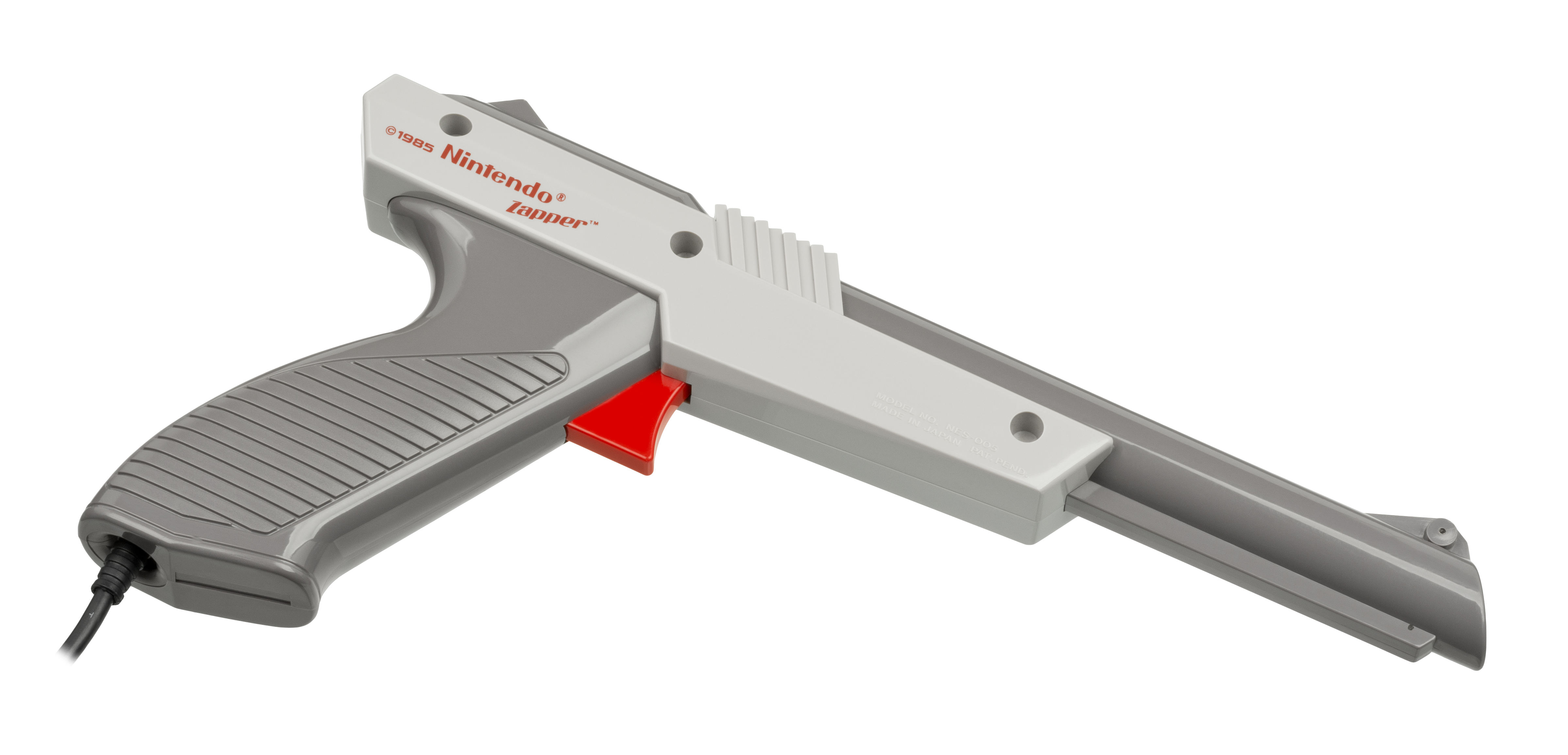
Pierwowzór pistoletu „Casel”, oryginalny NES Zapper

Lista specjalnych urządzeń dostępnych w Polsce, w latach 90.:
- Casel – pistolet świetlny wzorowany na NES Zapper[18],
- Cobra I – specjalny joystick[18],
- Przejściówka 72-60 pin – umożliwia odtwarzanie kartridży z europejskich i amerykańskich systemów NES,
- Interface joystick Nintendo – urządzenie wyprodukowane w 1993 roku przez polskie przedsiębiorstwo MATT. Pozwala na połączenie komputerowych dżojstików z 9-stykową wtyczką do konsol Pegasus[111][112],
- Boomerang – specjalny gamepad wyprodukowany również przez MATT w 1995 roku, kompatybilny z wieloma ówczesnymi komputerami i konsolami, w tym również z Pegasusem. Sprzedawane w dwóch wersjach – zwykła i luksusowa[113]

## Parametry
- 8-bitowy procesor UMC UA6527P (kompatybilny z Ricoh 2A07) taktowany częstotliwością 1,77 MHz[2], pochodna MOS 6502,
- procesor graficzny UMC UA6538 (kompatybilny z Ricoh 2C07) taktowany częstotliwością 5,32 MHz[2],
- rozdzielczość ekranu 256x240[2],
- paleta 64 kolorów (maks. 25 wyświetlanych równocześnie),
- 5-kanałowy dźwięk monofoniczny – 1 kanał szumów, 1 PCM i 3 dźwiękowe,
- kartridże jako nośnik danych.

## Klony
Popularność Pegasusa przyczyniła się do pojawienia się na polskim rynku tańszych podróbek. Konsole te najczęściej sprowadzano z fabryk położonych na terenie Dalekiego Wschodu lub krajów byłego ZSRR, rzadziej montowano je na terenie Polski.
- PolyStation/FunStation/PlayerStation – imitacja modeli PlayStation[114][115];
- Gold Leopard King/Deluxe Smart Genius Cudowny Raj – komputery edukacyjne, wyglądające jak klawiatura. Sprzedawane wraz ze specjalnym kartridżem zawierającym m.in. edytor tekstu, ćwiczenia edukacyjne i proste gry[82][116][117];
- Terminator[81] – wyprodukowany przez Ending-Man, zaprojektowany na wzór Sega Mega Drive 2[118];
- Dendy Junior – popularny w Rosji i krajach byłego ZSRR klon Famicoma. Do Polski trafił Dendy Junior II (w 1995 roku) i III (w 1996 roku) ze zlokalizowanym na język polski pudełkiem[119];
- Family Game[120]/Family Computer[121]/Fenix NT-102[122] – klony przypominające model MT-777DX;
- Zhiliton[120] – kolejny klon, wzorowany na konsoli Mega Drive[123] (sprzedawany czasem pod tą samą nazwą co konsola Segi)[115];
- Gra TV Saturn Bis – klon z 1995 roku, wydany przez przedsiębiorstwo Tronica. W porównaniu do konkurencyjnych podróbek z lat 90. zawiera w pełni przetłumaczone pudełko na język polski[124];
- Mistrz Tańca – nietypowy klon dystrybuowany przez Dromader, przypominający matę do tańczenia. Nie można do niego podłączyć kartridżów z grami, zamiast tego ma trzy wbudowane – Taniec, Pinball i Knock Out[125];
- Manta Gambler VCD-003 – klon wydany przez Manta Multimedia służący jednocześnie jako odtwarzacz muzyki w formacie MP3 oraz filmów w formacie VCD. Każdy egzemplarz był sprzedawany z płytą zawierającą 300 gier dla Pegasusa[126];
- Futachi Batman AY-168AS – konsola przypominająca wyglądem Batmobila, sprowadzana przez Futachi-Impex[127];
- Futachi Super Segatec – kolejna podróbka od Futachi-Impex mająca okrągły kształt[128];
- SP-60[129]/SP-72 – klon o obudowie Super Nintendo;
- Micro Computer[129];
- Home Computer 3600[130];
- Hunter[130];
- Action Set[130];
- Lifa-SM-888-II[120];
- Mekosonic;
- Super Nintendo MT-1995DX[131];
- Console TV BOS-3800A[132];
- Console TV Challenge BOS-4800[133];
- New Flash BS-N64AS[134];
- G1 Game One Konsola TV[135];
- Sup Game Box – jeden z nowszych klonów sprzedawanych w Internecie, będący przenośną wersją Pegasusa. Wygląd wzorowany jest na konsoli Game Boy[136].

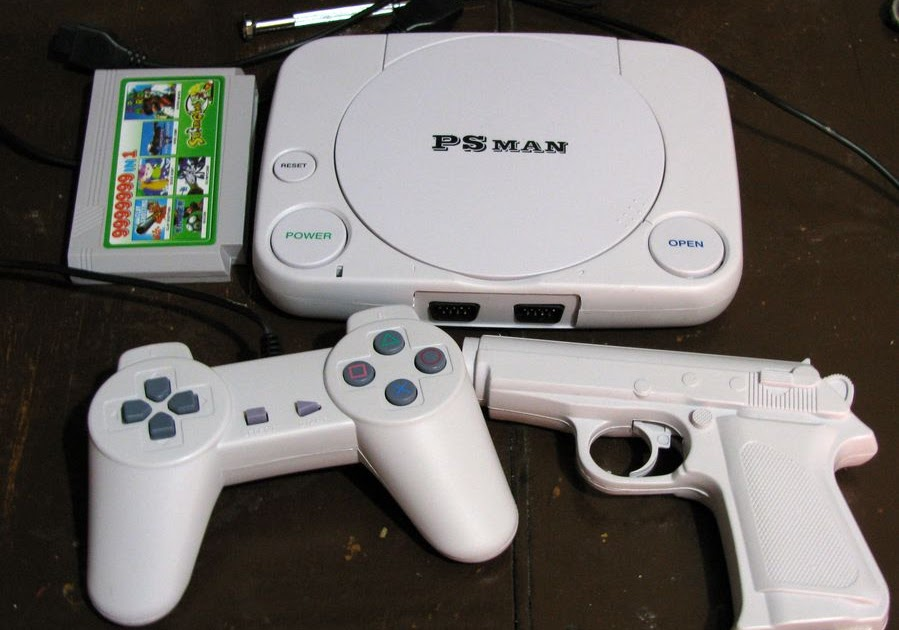
PolyStation
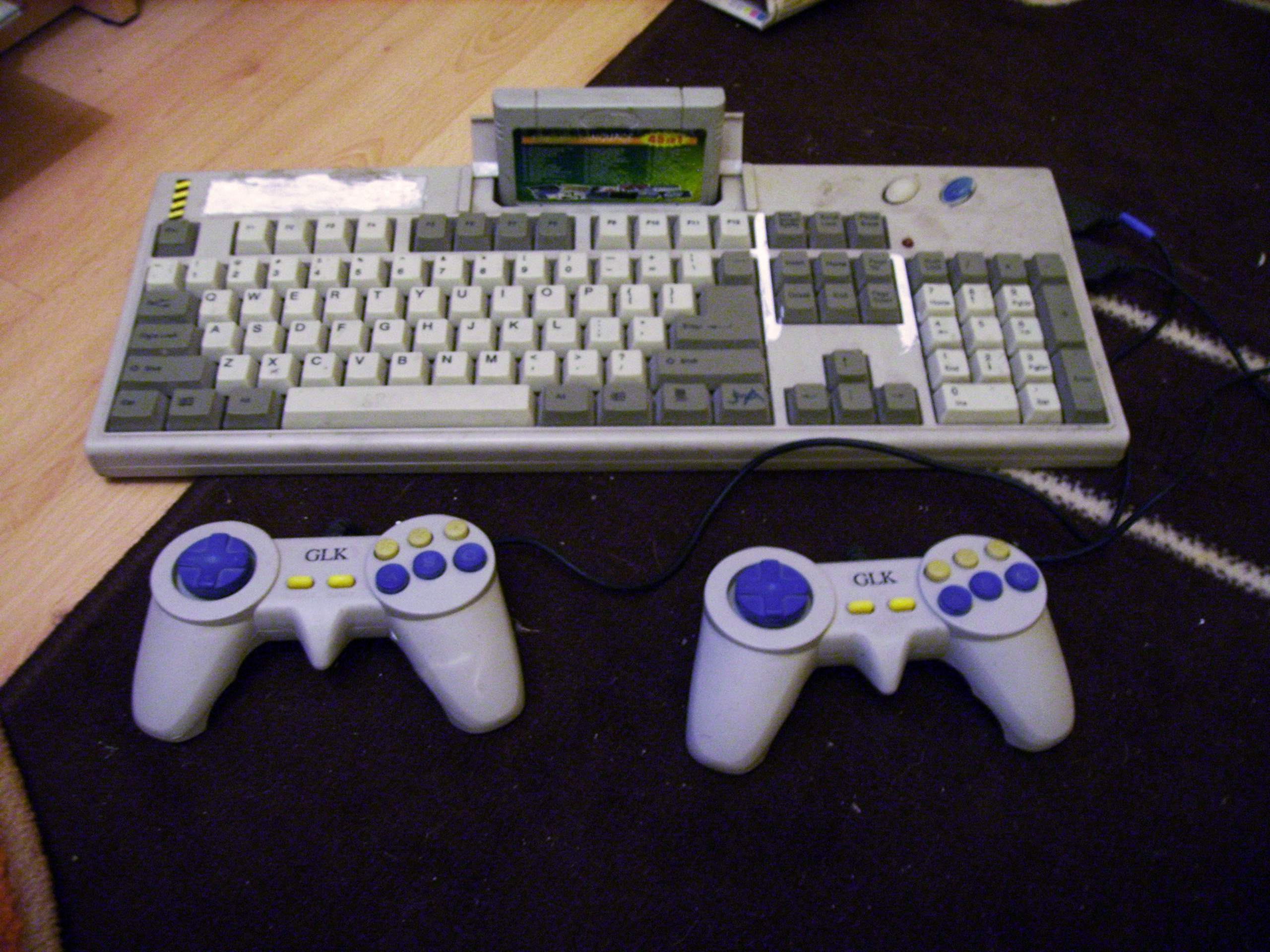
Gold Leopard King
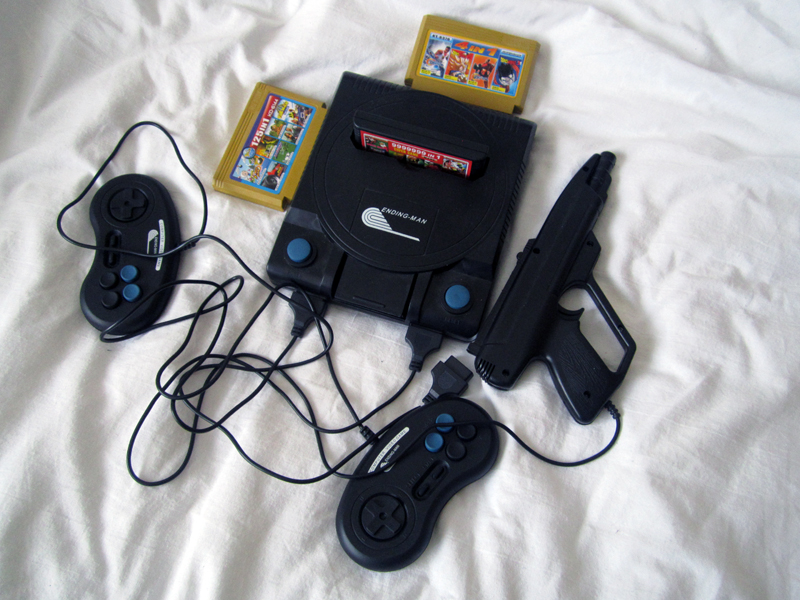
Terminator 2
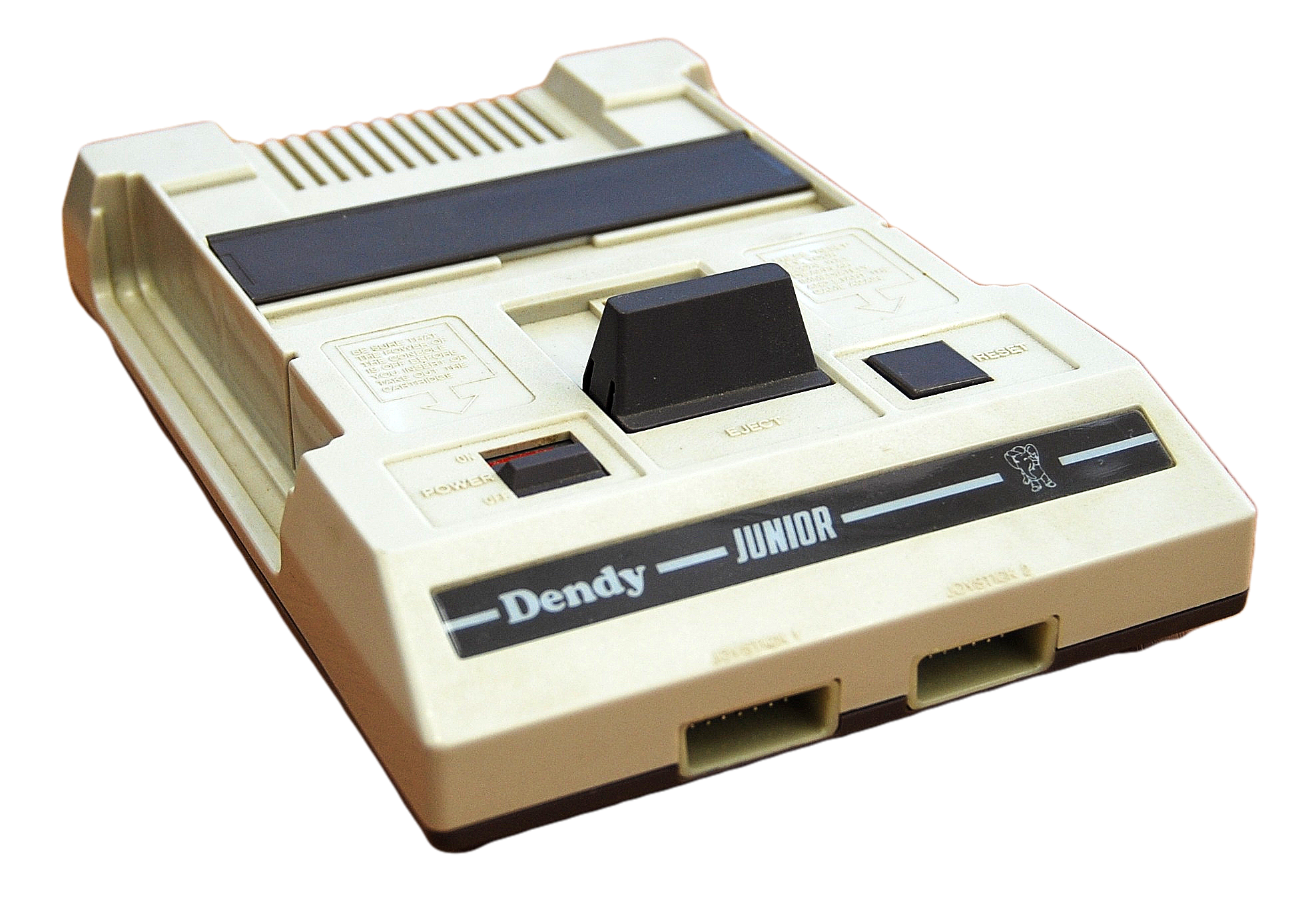
Dendy Junior
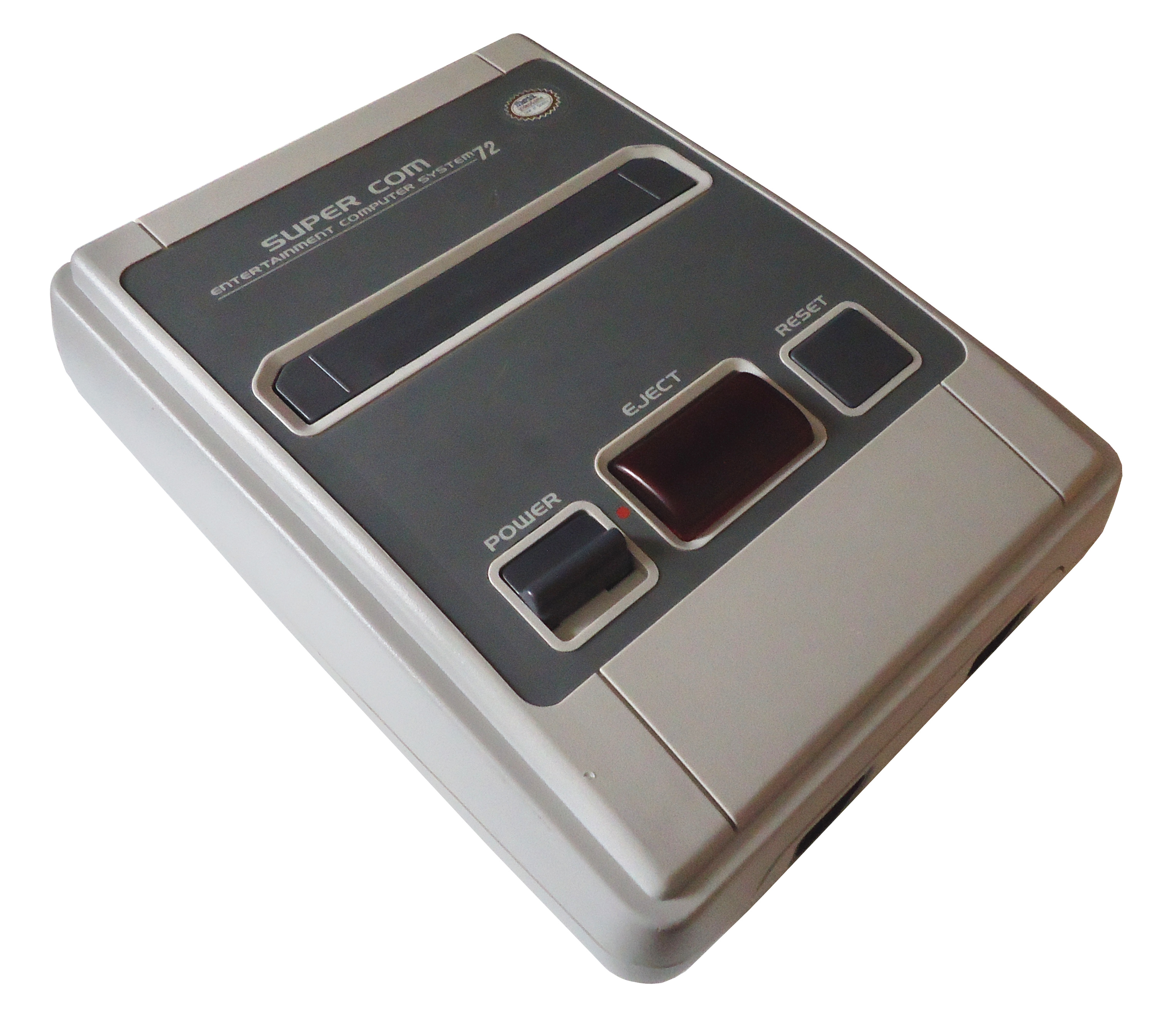
SP-60/SP-72
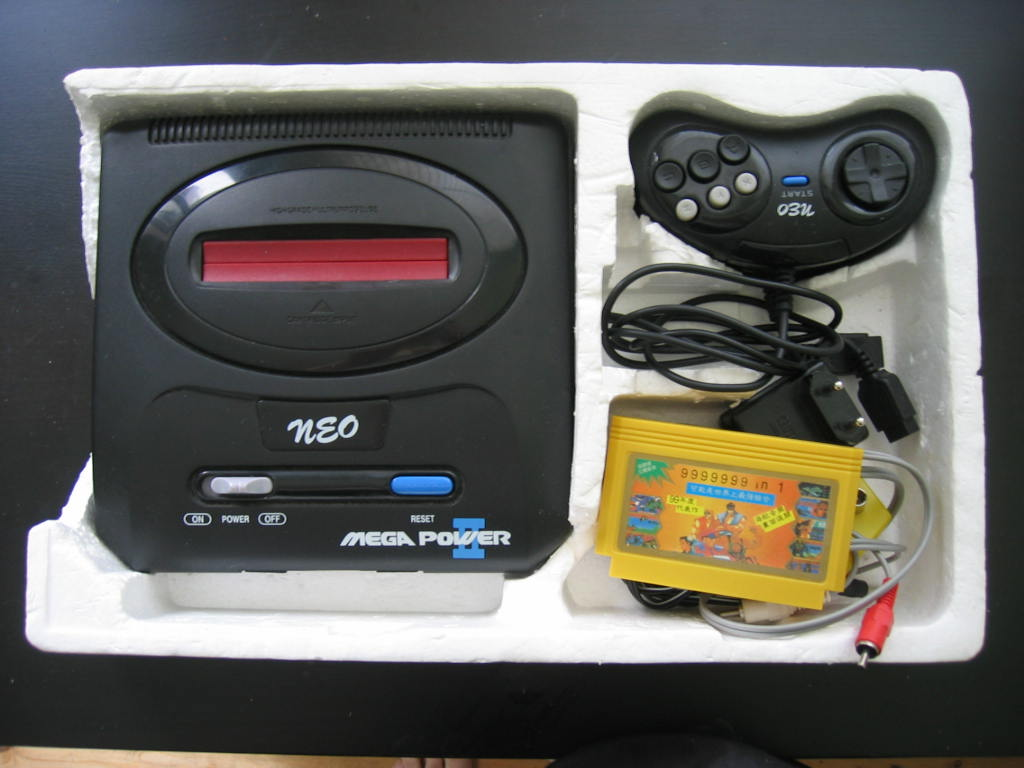
Jeden z klonów wyglądających jak Sega Mega Drive
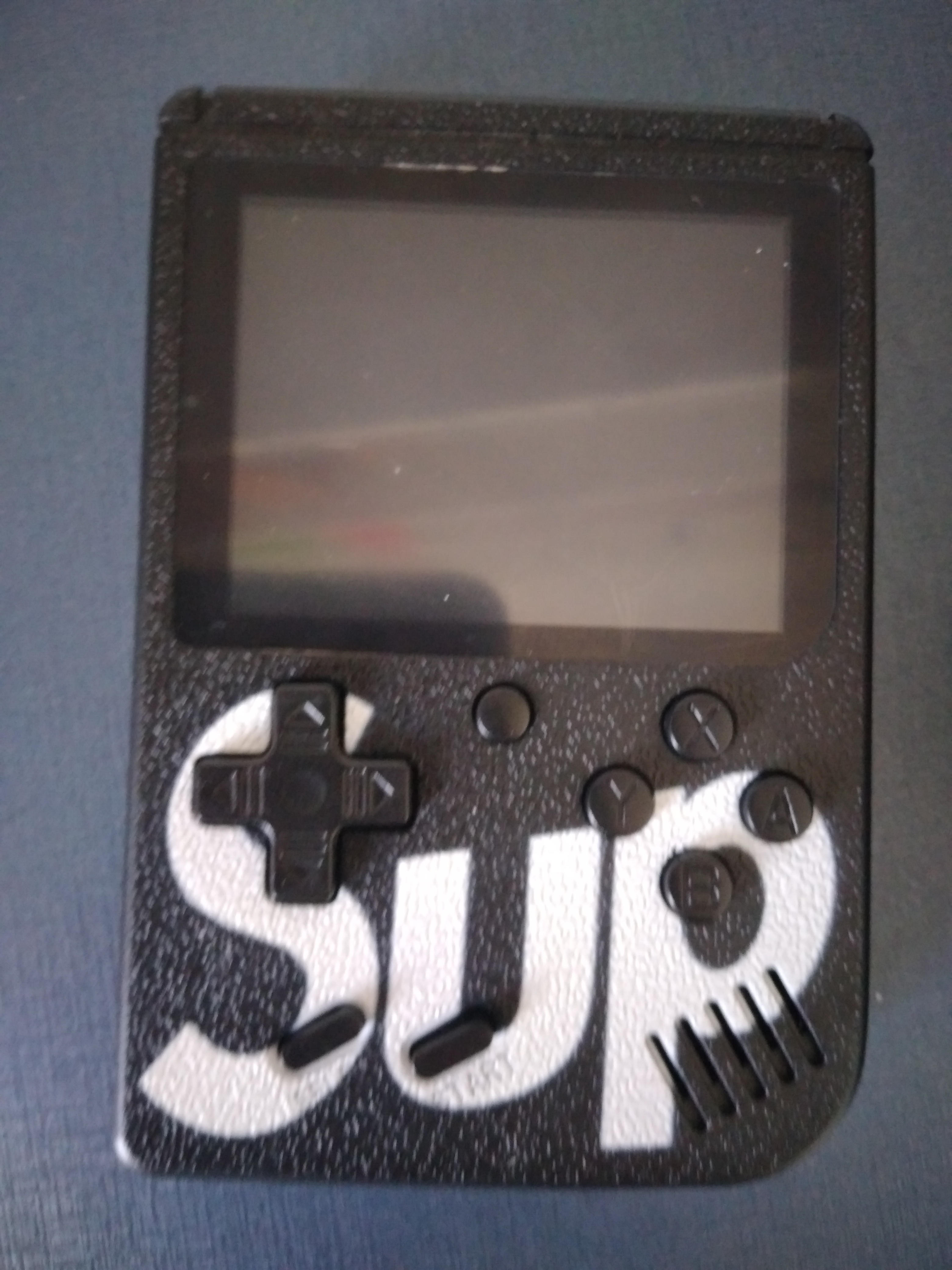
Sup Game Box